# Hòa Xuânstadion
Het Hòa Xuânstadion (Vietnamees: Sân Vận Động Hòa Xuân) is een multifunctioneel stadion in Đà Nẵng, een stad in Vietnam. 
Het stadion wordt vooral gebruikt voor voetbalwedstrijden, de voetbalclub SHB Đà Nẵng maakt gebruik van dit stadion vanaf 2016 als vervanging van het Chi Lăngstadion. In het stadion is plaats voor 20.500 toeschouwers. Het stadion werd geopend in 2016.